# Saint-Norbert-d'Arthabaska
Saint-Norbert-d'Arthabaska es un municipio canadiense situado en la provincia de Quebec.

## Superficie
Saint-Norbert-d'Arthabaska tiene una superficie de 102,98 km².

## Demografía
En 2021, tenía 1247 habitantes, una densidad poblacional de 12,1 hab./km², y 509 viviendas.